# Auenberg
Auenberg är en kulle i Schweiz. Den ligger i distriktet Hinwil och kantonen Zürich, i den nordöstra delen av landet, 120 km öster om huvudstaden Bern. Toppen på Auenberg är 1 050 meter över havet.